# Лунгавила
Лунгавѝла (на италиански: Lungavilla, на местен диалект: Lungavila) е село и община в Северна Италия, провинция Павия, регион Ломбардия. Разположено е на 75 m надморска височина. Населението на общината е 2477 души (към 2017 г.).